# واين غروس
واين غروس (بالإنجليزية: Wayne Gross)‏ هو لاعب كرة قاعدة أمريكي، ولد في 14 يناير 1952 في ريفرسايد في الولايات المتحدة.